# Day the World Ended
Day the World Ended is een Amerikaanse sciencefictionfilm uit 1955 onder regie van Roger Corman. 

## Verhaal
In de jaren 70 wordt de aarde verwoest in een kernoorlog. De overlevenden komen toevallig samen in een huis in een beschermd dal in de bergen. Er ontstaan al vlug spanningen tussen de bewoners. Bovendien zijn er ook nog dreigingen van buitenaf.

## Rolverdeling
| Acteur          | Personage       |
| --------------- | --------------- |
| Richard Denning | Rick            |
| Lori Nelson     | Louise Maddison |
| Adele Jergens   | Ruby            |
| Mike Connors    | Tony Lamont     |
| Paul Birch      | Jim Maddison    |
| Raymond Hatton  | Pete            |
| Paul Dubov      | Radek           |
| Jonathan Haze   | Besmette man    |
| Paul Blaisdell  | Mutant          |